# Matrixpotenz
In der linearen Algebra bezeichnet die Matrixpotenz das Ergebnis einer wiederholten Matrixmultiplikation.

## Definition
Die Potenz einer quadratischen Matrix {\displaystyle A\in R^{n\times n}} über einem Halbring {\displaystyle R} wird analog zur Potenz einer Zahl als wiederholte Multiplikation definiert. Ist {\displaystyle A} eine quadratische Matrix, so ist
{\displaystyle A^{0}=E;\quad A^{1}=A;\quad A^{2}=A\cdot A;\quad A^{3}=A\cdot A\cdot A} usw.
Allgemein:
{\displaystyle A^{n}=\underbrace {A\cdot A\dotsc A} _{n{\text{-mal}}}}.
Formal definiert man die Potenz rekursiv:
Ist {\displaystyle A} eine quadratische Matrix, so ist
- {\displaystyle A^{0}=E} die Einheitsmatrix und
- für alle {\displaystyle k\in \mathbb {N} =\{0,1,2,\dotsc \}} gilt {\displaystyle A^{k+1}=A^{k}\cdot A}.

## Eigenschaften
Es gelten die Potenzgesetze:
Für alle {\displaystyle n,m\in \mathbb {N} } gilt
- {\displaystyle A^{n+m}=A^{n}\cdot A^{m}},
- {\displaystyle A^{n\cdot m}=\left(A^{n}\right)^{m}}.

## Verallgemeinerungen

### Negative Exponenten
Für invertierbare Matrizen sind auch Potenzen mit negativen ganzzahligen Exponenten definiert. Die Schreibweise {\displaystyle A^{-1}} für die inverse Matrix kann auch als Matrixpotenz interpretiert werden. Für negative Exponenten {\displaystyle -n}, {\displaystyle n\in \mathbb {N} }, setzt man
{\displaystyle A^{-n}=\left(A^{-1}\right)^{n}}.

### Gebrochene Exponenten
Matrixpotenzen mit nicht ganzzahligen Exponenten, beispielsweise die Quadratwurzel einer Matrix, können nur in Sonderfällen definiert werden.
In manchen Fällen kann die Matrixpotenz auf die Potenz von reellen Zahlen zurückgeführt werden.
Lässt sich die Matrix {\displaystyle A} diagonalisieren,
existieren also eine reguläre Matrix {\displaystyle T} und eine Diagonalmatrix {\displaystyle D} mit
{\displaystyle A=T\cdot D\cdot T^{-1}}
(d. h. {\displaystyle A} ist ähnlich zu {\displaystyle D}),
so gilt
{\displaystyle A^{n}=T\cdot D^{n}\cdot T^{-1}\ .}
Die Potenz einer Diagonalmatrix erhält man durch Potenzieren der Diagonalelemente.
Sind die Diagonalelemente von {\displaystyle D} (also die Eigenwerte von {\displaystyle A}) positiv,
so bleiben obige Potenzgesetze auch für gebrochene Exponenten gültig.
Wenn sich eine Matrix nicht diagonalisieren lässt,
so findet man eine sinnvolle Verallgemeinerung der Matrixpotenz über die binomische Reihe.
Eine schnelle Berechnungsmethode für diese Verallgemeinerung erhält man über die Jordansche Normalform.
Ist {\displaystyle A=T\cdot J\cdot T^{-1}} eine Jordanzerlegung,
dann gilt
{\displaystyle A^{n}=T\cdot J^{n}\cdot T^{-1}}

## Effiziente Berechnung
Ist der Exponent eine ganze Zahl,
so lässt sich die Matrixpotenz effizient mit binärer Exponentiation berechnen.
Die Einschränkungen an den Zahlenbereich der Matrixelemente sind gering:
- Ist der Exponent nicht-negativ, so müssen die Matrixelemente in einem Ring liegen.
- Ist der Exponent negativ, so müssen die Matrixelemente in einem Körper liegen.

Ist der Zahlenbereich der Matrixelemente algebraisch abgeschlossen,
kann man also darin beliebige algebraische Gleichungen lösen,
so kann der Exponent auch rational sein
und die Matrixpotenz kann über die Jordansche Normalform von {\displaystyle A}
auf Potenzen von skalaren Werten zurückgeführt werden, siehe oben.

## Anwendungen

### Polynome und Potenzreihen
Mittels der Matrixpotenz lassen sich Polynome auch für Matrizen definieren. Ein Beispiel dafür ist z. B. das Minimalpolynom.
Genauso kann man auch Potenzreihen für Matrizen definieren, die wichtigsten Reihen sind dabei der Matrixlogarithmus, das Matrixexponential sowie die Neumann-Reihe.

### Graphentheorie
Durch geeignete Wahl des zugrunde liegenden Halbrings {\displaystyle R} lässt sich das Finden der kürzesten Pfade in einem Graphen auf die Berechnung einer Potenz der Adjazenzmatrix des Graphen zurückführen. Die Min-Plus-Matrixmultiplikation erhält man, indem man als Trägermenge von {\displaystyle R} die erweiterten reellen Zahlen {\displaystyle \mathbb {R} ^{\ast }=\mathbb {R} ^{+}\cup \{\infty \}} wählt. Die Addition in {\displaystyle R} entspricht dann der Minimumbildung in {\displaystyle \mathbb {R} ^{\ast }} und die Multiplikation in {\displaystyle R} der Addition in {\displaystyle \mathbb {R} ^{\ast }}, wobei man {\displaystyle x+\infty =\infty +x=\infty } setzt. Die absorbierende Null in {\displaystyle R} ist dann {\displaystyle \infty }, während das Einselement in {\displaystyle R} durch die Zahl {\displaystyle 0} dargestellt wird. Ist nun {\displaystyle K\in R^{n\times n}} die Kostenmatrix eines Graphen mit {\displaystyle n} Knoten, dann ist {\displaystyle \textstyle D=\sum _{k=0}^{n}K^{k}} die zugehörige Entfernungsmatrix mit den Längen der kürzesten Pfade zwischen allen Knoten des Graphen. Da die Addition in {\displaystyle R} idempotent ist, ist {\displaystyle D=(1+K)^{n}}.

### Weitere Anwendungen
- In der theoretischen Ökonomie bzw. Biologie werden Matrixpotenzen zur Analyse langfristiger Populationsentwicklungen eingesetzt, beispielsweise unter Nutzung einer Leslie-Matrix.[1]
- Des Weiteren gibt es Anwendungen bei der Stereobasisverbreiterung.